# 道東あさひ農業協同組合
道東あさひ農業協同組合（どうとうあさひのうぎょうきょうどうくみあい、英称：JA Doutouasahi ）は北海道野付郡別海町に所在する農業協同組合である。野付郡別海町一円、根室市一円、厚岸郡浜中町大字後静村の区域を地区とする。略称はJA道東あさひ。

## 概要
2009年（平成21年）4月1日、上春別農業協同組合（JA上春別、別海町）及び西春別農業協同組合（JA西春別、同町）、別海農業協同組合（JAべつかい、同町）並びに根室農業協同組合（JA根室、根室市）の根室管内4農協が合併して発足した。
主に酪農地帯であり、パイロットファームとして有名となった地域を中心とした農業協同組合である。

## 事務所
- 本所および別海支所 - 野付郡別海町別海緑町116-9
- 西春別支所 - 野付郡別海町西春別駅前寿町15
- 上春別支所 - 野付郡別海町上春別栄町17
- 根室支所 - 根室市光和町1丁目15

## 子会社
- 株式会社ASAHIサポートセンター